# معركة أنطاكية (613)
وقعت معركة أنطاكية في عام 613 خارج مدينة أنطاكية، سوريا بين الجيش البيزنطي بقيادة هرقل والجيش الساساني الفارسي كجزء من الحرب البيزنطية الساسانية 602–628. تمكن الفرس المنتصرون من الحفاظ على الأراضي البيزنطية التي استولوا عليها في الآونة الأخيرة.

## النتائج المترتبة
في العقد القادم، توغلت القوات الساسانية في عمق الأراضي البيزنطية. وسقطت القدس وكل فلسطين في يد شهربراز عام 614، بينما حقق شاهين مزيد من النجاحات في وسط وغرب الأناضول، وبلغ التوسع الفارسي ذروته مع الحصار الناجح لمدينة الإسكندرية في ربيع عام 619، والذي أدى إلى ضم مصر.
ذكرت المعركة في سورة الروم التي تحمل الرقم 30 في القرآن. وفيها قال الله ﴿غُلِبَتِ الرُّومُ ۝٢ فِي أَدْنَى الْأَرْضِ وَهُمْ مِنْ بَعْدِ غَلَبِهِمْ سَيَغْلِبُونَ ۝٣ فِي بِضْعِ سِنِينَ لِلَّهِ الْأَمْرُ مِنْ قَبْلُ وَمِنْ بَعْدُ وَيَوْمَئِذٍ يَفْرَحُ الْمُؤْمِنُونَ ۝٤﴾ [الروم:2–4].30:2-4
 في نهاية المطاف ألحق البيزنطيين الهزيمة بالفرس بعد مرور 9 سنوات وذلك في معركة قَبَادُوقِيَا في عام 622 ولحقتها معركة نينوى في عام 627.